# Stazione di La Pauline-Hyères
La stazione di La Pauline-Hyères (In francese Gare de La Pauline-Hyères) è una stazione ferroviaria posta sulla linea Marsiglia–Ventimiglia ed è punto di diramazione per la linea La Pauline-Hyères - Salins-d'Hyères, a servizio di La Pauline, situata nel dipartimento del Varo, regione Provenza-Alpi-Costa Azzurra.
È servita da TGV e dal TER.
La sua apertura all'esercizio avvenne nel 1862.